# Gobberwadgi, Jevargi
Gobberwadgi là một làng thuộc tehsil Jevargi, huyện Gulbarga, bang Karnataka, Ấn Độ.